# Клінкер (цегла)

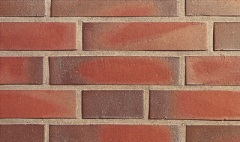
Клінкер

Клі́нкер (нім. Klinker) або дзвінчак — дуже міцна добре обпалена цегла, призначена для виконання фундаментів і склепінь, брукування шляхів чи підлоги виробничих споруд, зведення фабричних труб, облицювання каналізаційних каналів.

## Сировина

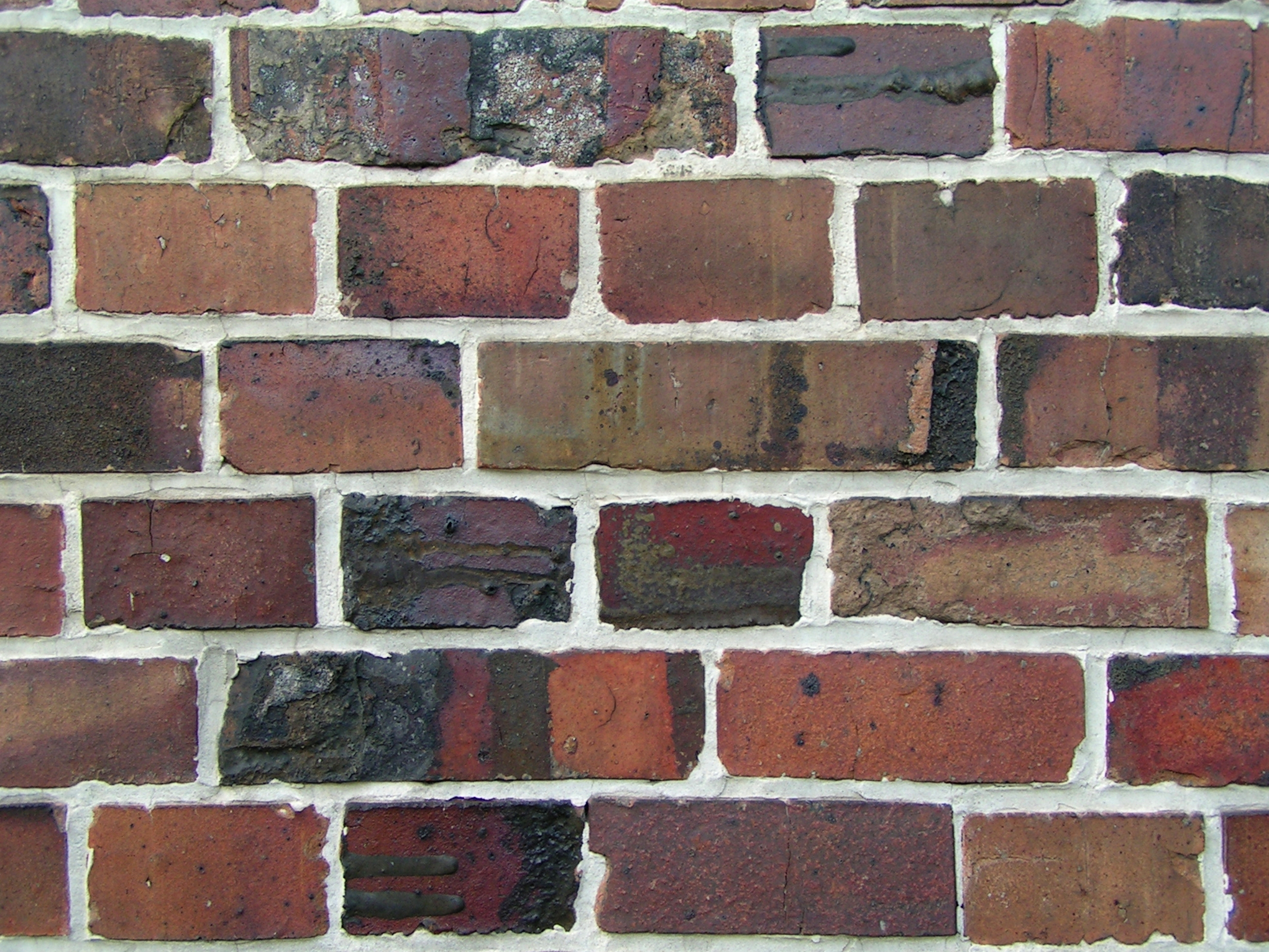
Клінкерне мурування

Для виробництва клінкерної цегли можуть бути використані тугоплавкі глини і суглинки, що не містять домішок крупного піску, включень карбонатів, гіпсу, вугілля.

### Вимоги до сировини
Основними показниками їхньої придатності є великий інтервал спікливості (не менше 100 °C), що забезпечує однорідну спікливість черепка, і температура початку деформації не нижче 1200 °C. Глини і суглинки, що не мають необхідного інтервалу спікання, або високоспікливі (при t вище 1 300 °C) належить використовувати у виробництві зазначених виробів за умови введення домішок — плавнів або матеріалів, що знижують температуру плавлення.
Придатність сировини встановлюється за якістю готових виробів, що нормується відповідними державними нормативними документами.

## Клінкер у архітектурі

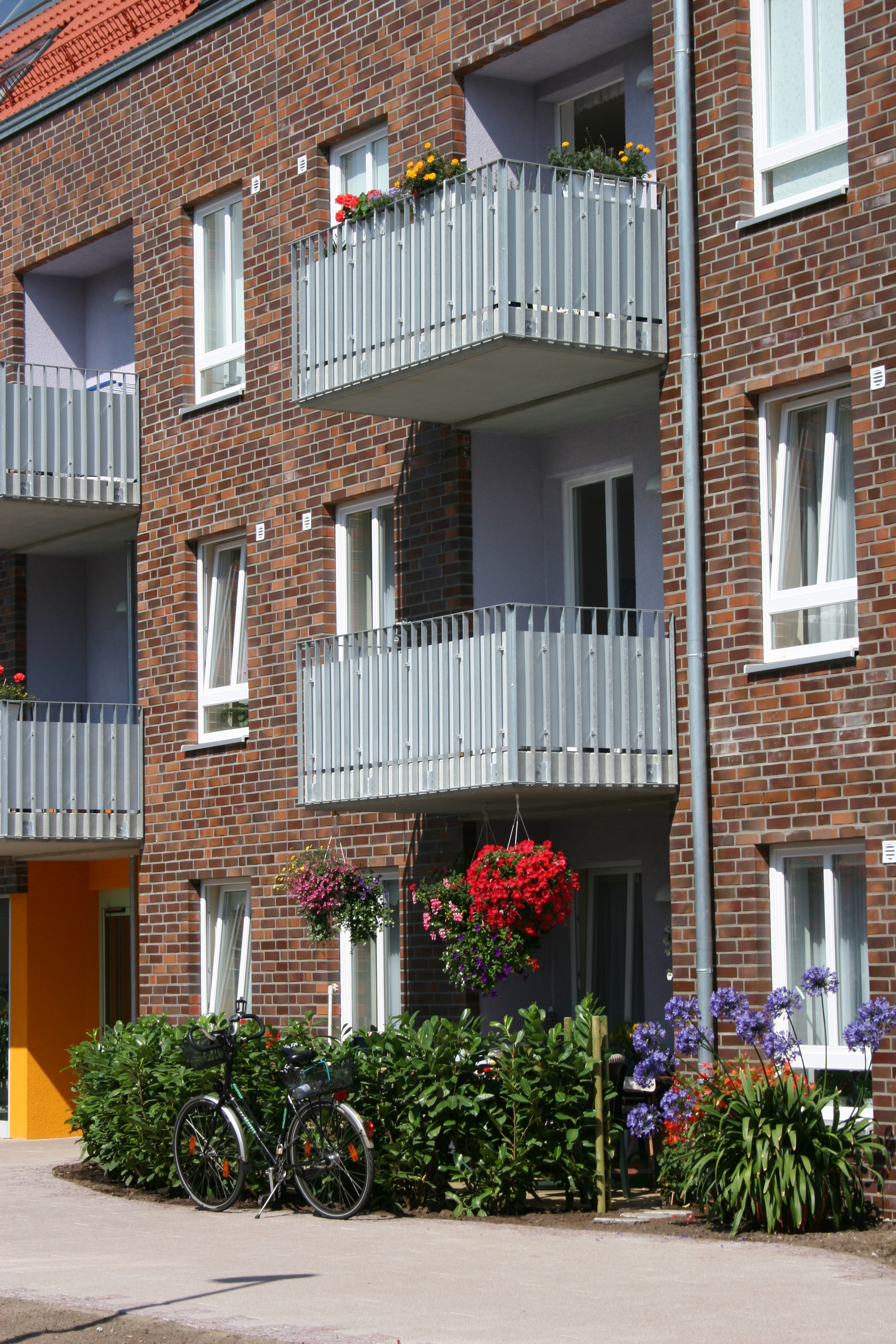
Клінкерний фасад дає виразні, класичні риси естетики